# حبيب الشرتوني
حبيب طانيوس الشرتوني (ولد 1958 م) هو منفذ عملية اغتيال الرئيس اللبناني بشير الجميل.

## سيرته
ولد حبيب طانيوس الشرتوني في 24 أبريل 1958، حصل على شهادة تخصُّص صناعي من غرفة الصناعة والتجارة بفرنسا. كان مقيمًا في منزل جدِّه في الطابق العلوي لمبنى كتائب الأشرفية. ترعرع في منزل حالته المادية جيدة، له شقيق يُدعى جورج، وشقيقة تُدعى نوال. معروف بأنه اجتماعي منفتح حساس وصاحب مبدأ وعقيدة.
انتمى إلى الحزب السوري القومي الاجتماعي أواخر صيف 1977، في أثناء وجوده في فرنسا، ثم عاد بعد مدَّة إلى لبنان وسكن في منطقة الأشرفية في بيت جده فوق بيت الكتائب.

## اغتيال الجميل
بعد إنهاء دراسته في باريس، عاد إلى لبنان وأصبح مقرَّبًا من نبيل علم، الذي عمل على إقناعه باغتيال بشير الجميل، حيث كان الشرتوني يقطن في الطابق الثالث في المبنى الذي يقع فيه المقرُّ الرئيس لحزب الكتائب.
نصحه علم بوضع المتفجرات في غرب بيروت في الأشرفية فوق مقرِّ الكتائب. بعد أن حصل على المتفجرات اللازمة، أخذ المفجر من علم وعمل على نقلها بأمان إلى بيت عمته في الأشرفية، على بُعد بضعة أميال من المقر.
عزم الشرتوني أخيرًا على تنفيذ العملية. وفي ليلة 13 سبتمبر (أيلول) 1982، تسلل إلى الطابق الثاني من المبنى حيث مكتبُ الكتائب في الأشرفية. لم يُثر تصرُّفه أيَّ شكوك لأنه يقطن في الطابق الثالث من المبنى نفسه مع أخته وجدَّيه. دخل إلى غرفة في يمين مكان يجلس فيه بشير ورفاقه، ووضع قرابة 50 كلغ من المتفجرات.
في اليوم التالي حامَ الشرتوني حول المكان، وكان العزم أن يلقيَ بشير خطابًا على رفاقه، حتى تأكد له وصول بشير. توجَّه خارج المبنى وركض إلى حي النصرا، حيث يوجد المفجر. عشر دقائق بعد بدء البشير إلقاء خطابه ضغط الشرتوني المفجر. سُمع صوت الانفجار في كل بيروت، وبعد الانفجار عاد إلى الموقع لتفقُّد النتيجة.

## الاعتقال والسجن
بعد يومين اعتقلت القوات اللبنانية الشرتوني، واعترف ابنُ الرابعة والعشرين دون تردُّد أو خوف أمام مؤتمر صحفي قبل تسليمه للسُّلطات اللبنانية من القوات اللبنانية. وصف الشرتوني بشير بالخائن، واتَّهَمه ببيع البلاد لإسرائيل. قال الشرتوني: «لقد أعطاني المتفجرات ومفجِّرًا بعيد الأمد في رأس بيروت نبيل العلم». كان العلم كان مقرَّبًا من المخابرات السورية وفرَّ إلى سورية بعد الاغتيال واختفى. وقال أيضًا: «أنا حبيب الشرتوني أقر وأنا بكامل أهليتي القانونية أني نفَّذت حُكم الشعب بحقِّ الخائن بشير الجميل، وأنا لست نادمًا على ذلك بل على العكس إذا أتى مرَّة أُخرى فسوف أقتله.. وأبشِّركم أن هناك ألف ألف حبيب لكلِّ خائن عميل في بلادي».
بعد تسليم الشرتوني للسلطات اللبنانية، خَلَف أمين الجميل، أخاه الأكبر بشير مباشرة. قضى الشرتوني 8 سنوات في سجن رومية دون أي محاكمة رسمية، حتى 13 أكتوبر (تشرين الأول) 1990 حين فرَّ في أثناء الهجوم السوري لإسقاط الحكومة التي رأسَها ميشال عون. وفي تاريخ 20 أكتوبر (تشرين الأول) عام 2017 حُكم على الشرتوني بالإعدام غيابيًّا.

## المحاكمة
أصدر المجلس العدلي حُكمًا بالإعدام بحق حبيب الشرتوني ونبيل العلم في قضية اغتيال بشير الجميل، إضافة إلى تجريدهما من حقوقهما المدنية. وجاء في خلاصة الحُكم: "حكم المجلس بالاتفاق:
1. بتجريم المتهم نبيل فرج العلم، المبينة كامل هويته أعلاه، بمقتضى الجناية المنصوص عليها في المادة 217 معطوفة على المادة 549 فقرة 1و7 على المادة 6 من قانون 11/1/1958، وبمعاقبته بالإعدام.
2. بتجريمه بمقتضى المادة 219 فقرة 1 و2 و4 عقوبات معطوفة على كل من المادة 549 فقرة 1و7 عقوبات والمادة 6 من قانون 11/1/1958 ومعاقبته سندا للمادة 220 فقرة اولى عقوبات بالإعدام.
3. بتجريم المتهم حبيب طانيوس الشرتوني المبينة كامل هويته أعلاه، بمقتضى الجناية المنصوص عليها في المادة 549 فقرة 1و7 وفي المادة 6 من قانون 11/1/1958 وبمعاقبته بالإعدام.
4. بتجريمه بمقتضى المادة 549 فقرة 1و7 معطوفة على المادة 201 عقوبات، وبمعاقبته سندا لهاتين المادتين معطوفتين على المادة 220 فقرة أولى عقوبات بالإعدام.
5. بإدانة المتهمين المذكورين بمقتضى الجُنحة المنصوص عليها في المادة 76 أسلحة وبمعاقبة كل منهما بالحبس مدة ستة أشهر.
6. بإدغام هذه العقوبات بحيث تنفذ في حق كل من المتهمين نبيل العلم وحبيب الشرتوني عقوبة واحدة هي الإعدام.
7. بتجريد المحكوم عليهما نبيل العلم وحبيب الشرتوني من حقوقهما المدنية المنصوص عليها في المادة 49 عقوبات.
8. بتأكيد إنفاذ مذكرتي إلقاء القبض الصادرتين في حقهما.
9. بإلزامهما بالتكافل والتضامن أن يدفعا إلى كل من المدعين المذكورين أعلاه في متن هذا الحكم مبلغ العطل والضرر المحدد لكل منهم على اعتبار أن حيثيات هذا الحكم تعتبر جزءًا لا يتجزَّأ من الفقرة الحكمية الحاضرة.
10. بتدريك المحكوم عليهما النفقات القانونية مناصفة.

حكمًا صدر غيابيًّا في حق المتهمين والمدعين والمتخلفين عن الحضور المذكورين أعلاه، ووجاهيًّا في حق باقي المدعين المحكوم لهم بعطل وضرر، المذكورين أعلاه، وأُفهِم علنًا في العشرين من شهر تشرين الأول سنة 2017 في حضور النائب العام لدى محكمة التمييز والمحامي العام التمييزي".